# 运河镇 (响水县)
运河镇，是中华人民共和国江苏省盐城市响水县下辖的一个乡镇级行政单位。

## 行政区划
运河镇下辖以下地区：
龚集社区、三套社区、六套社区、大通村、南河村、桃园村、运西村、运圩村、四套村、伏兴村、孙埝村、正茂村、二套村、湾港村、新条村、引河集村、双民村、唐友村、富民村、五套村、同兴村和皂角村。